# جهرن
الجُهْرُن جنس من النباتات العشبية من فصيلة الخيميات . وهي تضم 39 نوعًا موصوفًا.